# Eco (waluta)

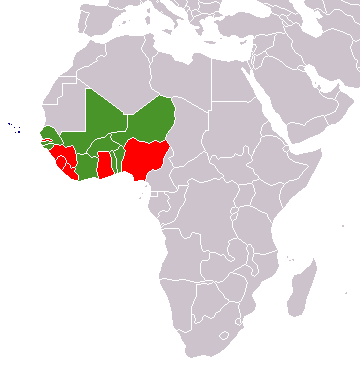
Kraje mające przyjąć walutę Eco. Kolorem zielonym oznaczone państwa z frankiem CFA.

Eco jest proponowaną nazwą wspólnej waluty dla 15 krajów Afryki Zachodniej. Wdrożenie nowej wspólnej waluty uzgodniła Wspólnota Gospodarcza Państw Afryki Zachodniej (ECOWAS) już w 2003 roku, lecz termin wprowadzenia ulegał licznym opóźnieniom. Celem wprowadzenia wspólnej waluty jest poprawa warunków handlowych między krajami tego bloku, oraz zwiększenie poziomu integracji regionalnej. 
We wrześniu 2020 roku Alassane Ouattara, Prezydent Wybrzeża Kości Słoniowej, ogłosił decyzję 57. zwyczajnej sesji Konferencji Szefów Państw i Rządów ECOWAS o przystąpieniu do wdrażania „ECO” w ciągu trzech do pięciu lat.
Aby Eco mogło zostać wdrożone, UEMOA podała dziesięć kryteriów, które muszą spełniać państwa członkowskie. Zgodzono się również na stopniowe wprowadzanie nowej waluty, zaczynając od państw które już spełniły kryteria. Cztery podstawowe kryteria, jakie musi spełnić każdy kraj członkowski, to:
- Jednocyfrowa stopa inflacji na koniec każdego roku.
- Deficyt fiskalny nieprzekraczający 4% PKB.
- Poziom finansowania deficytu budżetowego ze środków banku centralnego nieprzekraczający 10% wartości wpływów podatkowych.
- Wartość rezerw pokrywająca koszt importu na okres co najmniej 3 miesięcy.

Docelowy termin wprowadzenia nowej waluty był już kilkakrotnie przekładany, w latach 2005, 2010 i 2014. Wprowadzając wspólną walutę, ECOWAS przyczyni się do wycofania zachodnioafrykańskiego franka CFA, waluty obowiązującej w ośmiu państwach członkowskich tworzących Afrykańską Wspólnotę Finansową.